# Азимов, Эльхан Гейдарович
Эльха́н Гейда́рович Ази́мов (род. 11 марта 1953) — российский учёный, специалист в области преподавания русского языка как иностранного, доктор педагогических наук, профессор

## Биография
В 1976 году окончил филологический факультет МГУ им. М. В. Ломоносова, специальность «филолог, учитель русского языка и литературы средней школы».
С 1980 года работает в ГОС ИРЯ им. А. С. Пушкина. В 1996 году защитил докторскую диссертацию «Теория и практика преподавания русского языка как иностранного с помощью компьютерных технологий». С 1996 по 2007 годы — декан факультета повышения квалификации.
Профессор кафедры методики преподавания русского языка как иностранного.
С 2022 года является членом экспертного совета по психологии и педагогике Высшей аттестационной комиссии при Министерстве науки и высшего образования Российской Федерации.

## Научная деятельность
Автор более 150 работ на русском и английском языках, посвященных лингводидактике, методикам преподавания РКИ, информационно-коммуникационные технологиям в преподавании, компьютерному дискурсу. Индекс Хирша — 18
Под научным руководством Э. Г. Азимова защищены более 20 диссертаций на соискание ученой степени кандидата и доктора педагогических наук.
Представитель научной школы ГОС ИРЯ им. А. С. Пушкина «Методические и педагогические основы преподавания РКИ», основанной профессором А. Н. Щукиным. Автор, совместно с А. Н. Щукиным, уникального и первого в своем роде «Словаря методических терминов»
Участие в научных и образовательных проектах
- Издание учебника «Живой русский» (в соавторстве с Л. В. Фарисенковой, грант фонда «Русский мир», 2013 г.)
- Участие в создании массового он-лайн курса повышения квалификации на портале «Образование на русском»;
- Участие в создании партнерской сети «Институт Пушкина»;
- Участие в проведении "международного конкурса среди педагогических работников и обучающихся, мотивирующего к повышению уровня владения русским языком, в дистанционном формате с очным финалом на базе МДЦ «Артек».

## Основные публикации
- Азимов Э. Г. Терминотворчество в методике преподавания русского языка как иностранного // Но мы сохраним тебя, русский язык!: Коллективная монография, посвящённая 90-летию академика Виталия Григорьевича Костомарова / Ред. В. И. Аннушкин, И. А. Лешутина, М. А. Осадчий, А. Н. Щукин, Отв. ред. В. И. Карасик.- М.: Флинта, 2020.
- Азимов Э. Г., Сун Тао Использование информационно-коммуникативных технологий в обучении русскому языку как иностранному в Китае//Горизонты современной русистики: Сб. статей Международной научной конференции, посвящённой 90-летнему юбилею академика В. Г. Костомарова.- М.: Гос. ИРЯ им. А. С. Пушкина, 2020.
- Азимов Э. Г. Словарь методических терминов в эпоху Интернета//Аксиологическая лингвометодика: мировоззренческие и ценностные аспекты в школьном и вузовском преподавании русского языка: Материалы международной научно-практической конференции к юбилею профессора А. Д. Дейкиной и её научной школы: в 2 частях.- М.: Московский гос. педагогический ун-т., 2019.
- Азимов Э. Г. Как функционирует русский язык в Интернете: лингвистический и дидактический аспекты // Русский язык и литература в Азербайджане. 2012.
- Азимов Э. Г. Русский язык в Интернете: специальные ресурсы для преподавателей русского языка// Дистанционное и виртуальное обучение. 2012.
- Азимов Э. Г., Щукин А. Н. Новый словарь методических терминов и понятий (теория и практика обучения языкам). — М.: Издательство ИКАР, 2009.
- Азимов, Э. Г. Организация дистанционного обучения на основе ресурсов интернета : Учеб. пособие для филологов-русистов / Э. Г. Азимов. — М. : Гос. ин-т русского языка им. А. С. Пушкина, 2005.
- Азимов, Э. Г. Методические рекомендации по использованию электронных образовательных материалов в учебном процессе (порталы, электронные библиотеки, базы данных) : Учебное пособие для психологов / Азимов Э. Г., Митин А. И. — М. : Гос. ин-т русского языка им. А. С. Пушкина, 2005.
- Азимов Э. Г. Методическое руководство для преподавателей по использованию дистанционных технологий в обучении русскому языку как иностранному / Азимов Э. Г. — М. : МАКС Пресс, 2004.

## Награды
- Почетный работник высшего профессионального образования Российской Федерации.[9]